# Paul Barber
Paul Barber, all'anagrafe Patrick Barber (Liverpool, 18 marzo 1951), è un attore britannico.
Paul Barber è nato a Toxteth, un sobborgo di Liverpool, nel 1951. Dopo la morte dei genitori fu dato in affidamento insieme ai fratelli e alle sorelle. Barber è noto soprattutto per il ruolo di Denzil in Only Fools and Horses e di Barrington "Cavallo" Mitchell in Full Monty - Squattrinati organizzati.

## Filmografia parziale

### Cinema
- Quel lungo venerdì santo (The Long Good Friday), regia di John Mackenzie (1980)
- Il prete (Priest), regia di Antonia Bird (1994)
- Full Monty - Squattrinati organizzati (The Full Monty), regia di Peter Cattaneo (1997)
- Codice 51 (The 51st State), regia di Ronny Yu (2001)

### Televisione
- Z Cars – serie TV, 1 episodio (1975)
- Crown Court – serie TV, 3 episodi (1978)
- Il ritorno di Simon Templar (Return of the Saint) – serie TV, episodio 1x20 (1979)
- Cribb – serie TV, 1 episodio (1980)
- Un cinese a Scotland Yard (The Chinese Detective) – serie TV, 1 episodio 1(1981)
- Only Fools and Horses – serie TV, 18 episodi (1983-2003)
- Casualty – serie  TV, 11 episodi (1991-2019)
- Metropolitan Police (The Bill) – serie TV, 2 episodi (1993-1995)
- Cracker – serie TV, 1 episodio (1995)
- Taggart - serie TV, 1 episodio (2000)
- Holby City – serie TV, 1 episodio (2002)
- Doctors – serie TV, 2 episodi (2003-2018)
- Coronation Street – soap opera, 3 puntate (2004-2008)
- Dalziel and Pascoe – serie TV, 2 episodi (2006)
- Delitti in Paradiso (Death in Paradise) – serie TV, episodio 3x06 (2014)
- Full Monty - La serie (The Full Monty) – serie TV, 8 episodi (2023)

## Doppiatori italiani
- Mauro Magliozzi in Full Monty - Squattrinati organizzati, Full Monty - La serie